# Fastighetsnytt
Fastighetsnytt är en periodisk tidskrift som bevakar fastighetsbranschen. Den grundades av bröderna Johan och Henrik Zetterstedt 1994.
År 1998 började man med seminarier och strax efter var framgångsformeln Business Arena födda. År 2017 köpte Bonnier Business Media tidskriften samt Business Arena.